# پاتریکی پیتبول
پاتریکی فریره (زاده ۲۱ ژانویه ۱۹۸۶)، که به‌طور حرفه‌ای با نام پاتریکی پیتبول شناخته می‌شود، مبارز هنرهای رزمی ترکیبی برزیلی است که در حال حاضر در بخش سبک‌وزن مسابقات بلاتور ام‌ام‌ای رقابت می‌کند. جایی که او قهرمان سابق سبک‌وزن بلاتور است. او برادر بزرگتر مبارز رده پروزن پاتریسیو پیتبول است.

## هنرهای رزمی ترکیبی

### بلاتور ام‌ام‌ای
پس از رقابت در بسیاری از مسابقات برزیل، فریره قبل از ورود به مسابقات سبک‌وزن بلاتور رکورد ۷–۱ را به دست آورد. او با قهرمان سابق سبک‌وزن ورلد اکسترم کیج‌فایتینگ، راب مک‌کالو در ۱۲ مارس ۲۰۱۱، در اولین رقابت مسابقات روبرو شد. او از طریق ناک‌اوت فنی در دور سوم پیروز شد.
فریره در مرحله نیمه نهایی با فینالیست توبی ایمادا روبرو شد. فریره پس از فرود آمدن یک ضربه پرشی بی‌رحمانه با زانو و مشت‌های متوالی که باعث شد ایمادا بیهوش روی تشک بیفتد، در راند اول، ایمادا را با ناک اوت شکست داد. این پیروزی باعث شد تا او به فینال مسابقات صعود کند، او در رقابت فینال، مایکل چندلر فینالیست دیگر روبرو شد. فریره با تصمیم داوران شکست خورد.
فریره در ۲۶ نوامبر ۲۰۱۱ با کرت پلگرینو روبرو شد. او در دور اول از طریق ناک‌اوت فنی پیروز شد.
بعد از آن، فریره در رقابتی دیگر با ادی آلوارز روبرو شد. پس از یک دقیقه ابتدایی، رقابت رفت و برگشت، او در راند اول به دلیل ناک‌اوت شدن شکست خورد.
اعلام شد که فریره در ۳۱ ژانویه در مسابقات سبک‌وزن ۲۰۱۳ بلاتور با گیوم دی لورنزی روبرو خواهد شد. فریره چند روز قبل از این مبارزه دچار مصدومیت شد و از مسابقات سبک‌وزن کنار رفت.
فریره در ۷ سپتامبر ۲۰۱۳ به رقابت بازگشت و با درک اندرسون روبرو شد. علیرغم پیروزی در دور اول، فریره با رای داوران مبارزه را باخت.
در مارس ۲۰۱۴، فریره با دیوید ریکلز روبرو شد. او در راند دوم با ناک اوت پیروز شد. در نیمه نهایی، با درک کامپوس روبرو شد. باز هم در دور دوم از طریق ناک‌اوت فنی پیروز شد. او قرار بود در فینال در با مارسین هلد روبرو شود. اما هلد به دلیل مصدومیت مجبور به ترک مسابقه شد و در ادامه مبارزه لغو شد. این مسابقه در نهایت در ۲۶ سپتامبر ۲۰۱۴ برگزار شد. فریره در این مبارزه با تصمیم تمامی داوران شکست خورد.
پس از نزدیک به یک سال دوری از ورزش، فریره برای مبارزه با سعد عوض در ۲۸ اوت ۲۰۱۵ به مسابقات بازگشت. او در این مبارزه با رای داوران پیروز شد.
فریره در ۴ دسامبر ۲۰۱۵ بار دیگر با درک اندرسون رقابت کرد. او همانند مبارزه قبلی، با تصمیم داوران بازنده اعلام شد؛ این رای داوران بحث‌هایی را برانگیخت.
فریره به دلیل مصدومیت درک اندرسون، جایگزین او شد تا در ۲۹ ژانویه ۲۰۱۶ با رایان کوتور روبرو شود او در دور اول با ناک‌اوت حریفش پیروز شد.
اعلام شد که فریره قرار است برای دومین بار با درک کامپوس مبارزه کند. چهار روز قبل از مسابقه برنامه‌ریزی شده بین این دو نفر، کامپوس به دلیل آسیب دیدگی از رقابت خارج شد و کوین سوزا، مبارز سابق یواف‌سی که به تازگی وارد قرارداد با بلاتور شده بود، جایگزین او شد.
در ماه مه ۲۰۱۶، اسکات کوکر، رئیس بلاتور ام‌ام‌ای اعلام کرد که فریره در ۱۷ ژوئن ۲۰۱۶ یک مسابقه مجدد در برابر مایکل چندلر خواهد داشت. فریره در راند اول حریفش را با ناک اوت شکست داد.
فریره در ۱۸ فوریه ۲۰۱۷ با قرارگیری در برابر جاش تامسون به مبارزات بازگشت. او در راند دوم با ناک اوت پیروز شد.
انتظار می‌رفت که فریره برای دومین بار در ۳ دسامبر ۲۰۱۶ با درک کامپوس روبرو شود، اما او به دلیل مصدومیت مجبور به ترک مسابقه شد. مسابقه برگشت قرار بود در ۱۴ ژوئیه ۲۰۱۷ در برگزار شود با این حال، فریره در عوض در ۲۳ سپتامبر ۲۰۱۷ با بنسون هندرسون روبرو شد. او در این مبارزه با تصمیم داوران پیروز شد.
فریره در ۱۶ فوریه ۲۰۱۸ در یک مسابقه مجدد با درک کامپوس روبرو شد او مبارزه را از طریق ناک‌اوت فنی در دور اول برد.
فریره در ۲۱ سپتامبر ۲۰۱۸ با راجر هوئرتا مبارزه کرد. او در این مبارزه با ناک اوت کردن هوئرتا پیروز شد.
در ۲۰ فوریه ۲۰۱۹، Bellator اعلام کرد که فریره قرارداد چند ساله و چند مبارزه ای را با این سازمان تمدید کرده است.